# Stenoplastis lactigera
Stenoplastis lactigera är en fjärilsart som beskrevs av Erich Martin Hering 1925. Stenoplastis lactigera ingår i släktet Stenoplastis och familjen tandspinnare. Inga underarter finns listade i Catalogue of Life.